# Myrmica obsoleta
Myrmica obsoleta är en myrart som beskrevs av Oswald Heer 1850. Myrmica obsoleta ingår i släktet rödmyror, och familjen myror. Inga underarter finns listade i Catalogue of Life.